# Cornudella de Montsant
Pour les articles homonymes, voir Montsant.
Cornudella de Montsant est une commune de la comarque de Priorat (province de Tarragone, Catalogne, Espagne).

## Histoire
En 2022, Salvador Salvadó, maire de Cornudella de Montsant, rejette la proposition de classement de Siurana comme Plus beau village d'Espagne afin d'éviter la surfréquentation du village, phénomène qui touche de nombreux lieux touristiques.